# Otto Neumann
Pour les articles homonymes, voir Neumann.
Otto Neumann (né le 28 août 1902 à Karlsruhe et décédé le 12 avril 1990 à Mannheim) est un athlète allemand spécialiste du 400 mètres. Affilié au Deutscher Sportclub Berlin, il mesurait 1,78 m pour 71 kg.

## Biographie

### Palmarès
| Date | Compétition           | Lieu      | Résultat | Performance  |
| ---- | --------------------- | --------- | -------- | ------------ |
| 1928 | Jeux olympiques d'été | Amsterdam | 2e       | 3 min 14 s 8 |

### Records
| Épreuve    | Performance | Lieu | Date |
| ---------- | ----------- | ---- | ---- |
| 400 mètres | 47 s 9e     |      | 1928 |